# Pandemia de COVID-19 en el Líbano
La pandemia de COVID-19 en el Líbano es parte de la pandemia en curso de la enfermedad por coronavirus 2019 (COVID-19) causada por el coronavirus tipo 2 del síndrome respiratorio agudo grave (SARS-CoV-2). Se confirmó que el virus llegó al Líbano en febrero de 2020. A 10 de junio de 2020, algunas de las ciudades y pueblos más afectados del país incluyen Beirut y su área metropolitana, Bcharre en el norte del país y Majdel Anjar en Beqaa.

Hasta el 20 de febrero de 2022, se contabiliza la cifra de 1,046,173 casos confirmados, 9,970 fallecidos y 682,977 recuperados del virus.

## Antecedentes
El 12 de enero, la Organización Mundial de la Salud (OMS) confirmó que un nuevo coronavirus fue la causa de una enfermedad respiratoria en un grupo de personas en la ciudad de Wuhan, provincia de Hubei, China, que inicialmente habían llamado la atención de la OMS el 31 de diciembre. 2019.
A diferencia del SARS de 2003, la tasa de letalidad de COVID-19 ha sido mucho más baja, pero la transmisión ha sido significativamente mayor, con un número total de muertes significativo.

## Cronología

Número de casos (azul) y número de muertes (rojo) en una escala logarítmica.

### Febrero de 2020
El 21 de febrero de 2020, el Líbano confirmó su primer caso de COVID-19: una mujer de 45 años que regresaba de una peregrinación en Qom, Irán, dio positivo por SARS-CoV-2 y fue trasladada a un hospital en Beirut.
El 26 de febrero, una segunda mujer, que regresó de Irán en el mismo vuelo de Mahan Air que la primera paciente, también dio positivo. 
El 27 de febrero, un hombre iraní de 77 años, que llegó de Irán el 24 de febrero, dio positivo y fue admitido en el Hospital Universitario Rafik Hariri en Beirut.
El 28 de febrero, una mujer siria dio positivo en la prueba y fue ingresada en el Hospital Universitario Rafik Hariri de Beirut.
El 29 de febrero, el total llegó a 7 casos confirmados.

### Agosto de 2020
El 4 de agosto, una gran explosión destruyó una parte significativa de Beirut. Tres hospitales quedaron completamente destruidos y varios otros sufrieron daños. Los trabajadores sanitarios trataron a los heridos en la calle.
El 6 de agosto, el presidente francés Emmanuel Macron recorrió un barrio de Beirut que había sido afectado por la explosión. Prometió que Francia proporcionaría ayuda de "medicamentos y alimentos" al Líbano. Llevaba una máscara excepto cuando hablaba con la prensa. Estaba rodeado de multitudes de personas que no se distanciaban socialmente. La Agencia Nacional de Noticias del Líbano informó de un récord de 255 nuevos casos, junto con dos muertes.

### Septiembre de 2020
Los casos de coronavirus aumentaron después de una enorme explosión en Beirut el 4 de agosto que mató a más de 200 personas e inundó de heridos los hospitales de la capital. El 27 de septiembre de 2020, el partido de Gebran Bassil dijo que estaba infectado con un caso "leve" de COVID-19 a medida que los casos seguían aumentando en todo el Líbano. Además, dos prisiones importantes del Líbano, la prisión de Roumieh y la prisión de Zahle, fueron testigos de grandes brotes en las últimas semanas de septiembre, con 377 y 238 casos confirmados respectivamente. Esto provocó indignación entre los presos, que pidieron que se tomaran las medidas oportunas.

## Contexto
Se reportó impago de sueldos. Una asfixiante crisis económica ha dejado a los pobres del Líbano con pocos o ningún medio para hacer frente a las dificultades adicionales. La Alta Comisionada de las Naciones Unidas para los Derechos Humanos, Michelle Bachelet, dio la alarma sobre la crisis socioeconómica del Líbano el 10 de julio de 2020. Su declaración citó cifras libanesas y de la ONU que estimaban que el 75% de la población libanesa necesita ayuda. Desde octubre, la Lira había perdido más del 80% de su valor y los cortes de energía crónicos son ahora la norma. Además, el Líbano alberga a más de 250.000 trabajadores migrantes, muchos de los cuales han perdido sus trabajos, no han sido remunerados, se han quedado sin hogar y no pueden enviar remesas a sus familias en casa. Bachelet pidió a los partidos políticos del país que promulguen reformas urgentemente y prioricen elementos esenciales como la electricidad, la alimentación, la salud y la educación.

## Tecnología
El 21 de febrero de 2020, el sitio web internacional libanés, "Lebanon Info Center", fue el primer sitio web libanés en cubrir oficialmente la situación del COVID-19 en el Líbano, con su página "Emergencia por el coronavirus del Líbano (COVID-19)", por lo que fue el primero en ofrecer números oficiales de emergencia y casos, recomendaciones y consejos no comerciales basados en la ciencia y la situación real en los territorios libaneses.
El 12 de marzo de 2020, un sitio de medios en el Líbano, The961, anunció el lanzamiento de un rastreador en vivo que monitorea el número de casos confirmados, muertes y recuperaciones en el Líbano en tiempo real, cruzando manualmente tres fuentes comunicándose directamente con el Ministerio. de Salud, Organización Mundial de la Salud y Cruz Roja Libanesa. En el hilo del anuncio, el fundador de The961, Anthony Kantara, explicó la frustración de la falta de información clara y coherente como motivador. La página dedicada también incluye las últimas noticias, actualizaciones y preguntas frecuentes sobre COVID-19.
El 19 de marzo, el ministro de Información, Manal Abdul Samad, lanzó un sitio gubernamental dedicado al brote de COVID-19 en el Líbano. Sin embargo, las actualizaciones del sitio web pueden depender de las limitaciones de disponibilidad del ministerio.